# برمر مارکت‌پلاتز

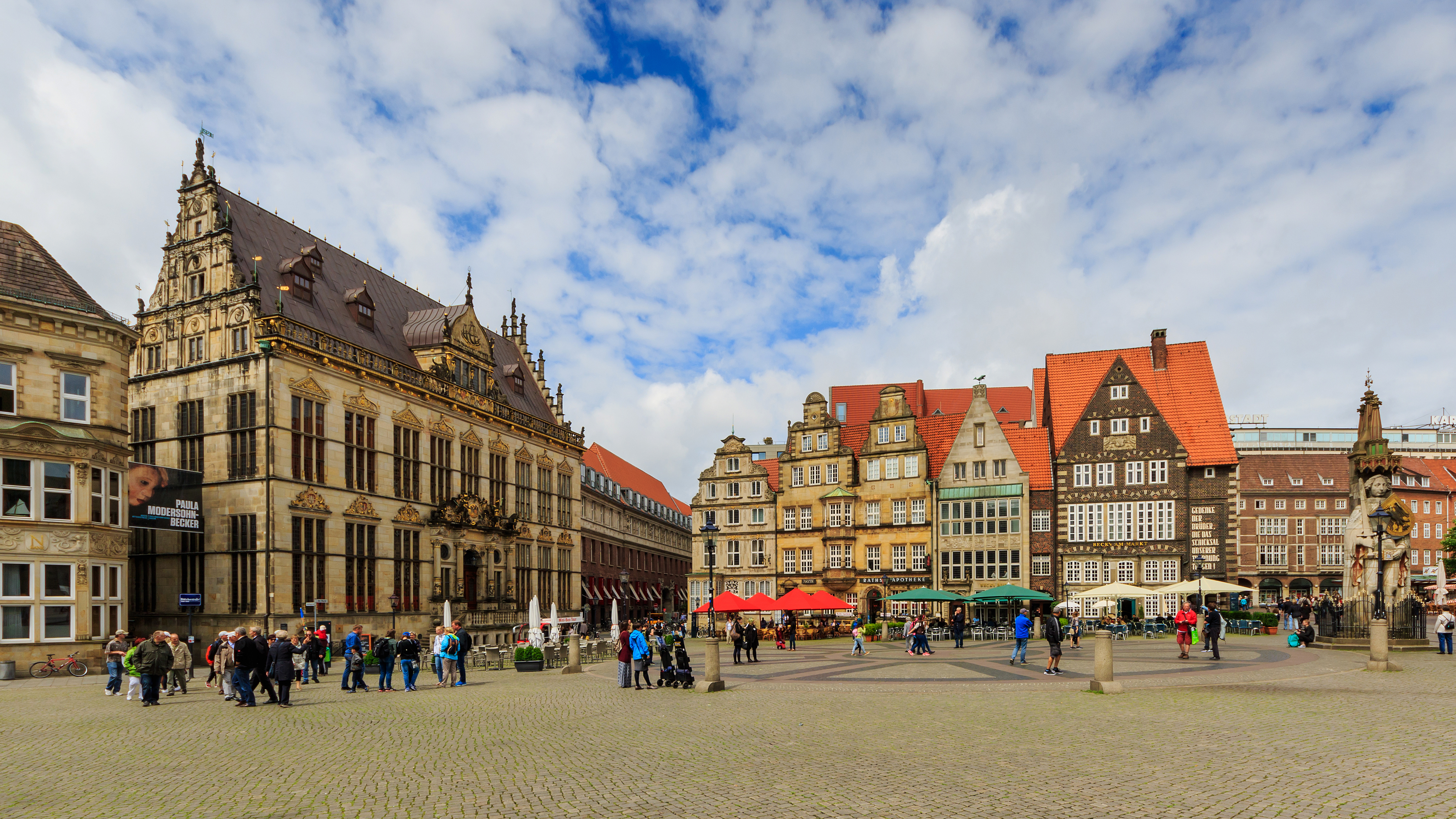
نمایی از میدان

برمر مارکت‌پلاتز (آلمانی: Bremer Marktplatz) یا میدان مارکت برمن یک میدان بزرگ در شهر برمن، آلمان است.
این میدان که در سال ۱۲۰۰ تا ۱۳۰۰ میلادی ساخته شده ۳٬۴۸۴ مترمربع مساحت دارد از مراکز اصلی گردشگری در شهر برمن محسوب میشود و ساختمان‌های همچون سالن شهر برمن و کلیسای جامع برمن در آن قرار دارد. معمولاً اجرای مراسم‌ها و فروشگاه‌های کریسمس در این میدان برگزار میشود. سالن شهر برمن و تندیس برمن رولاند که در این میدان قرار دارند در فهرست میراث جهانی یونسکو ثبت شده‌اند.

## نگارخانه

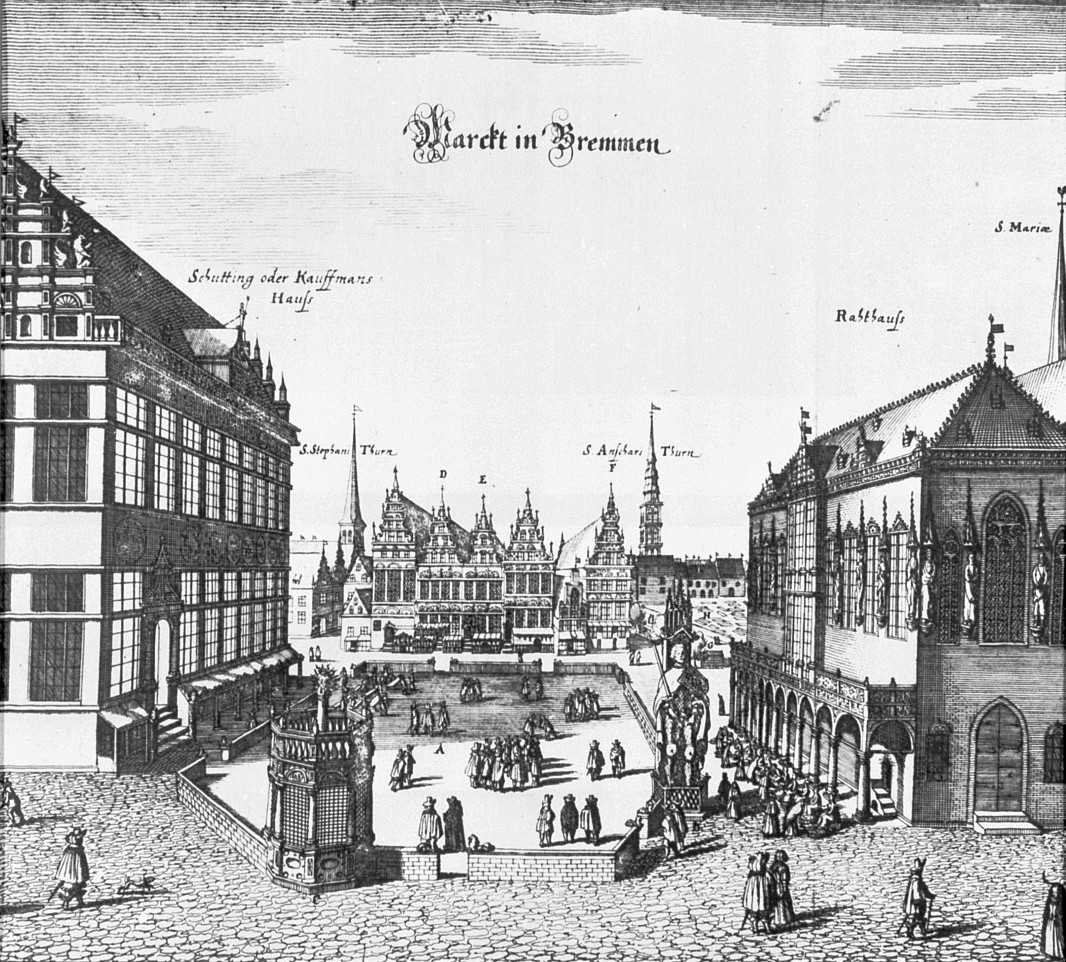
نقاشی از میدان در سال ۱۶۴۱
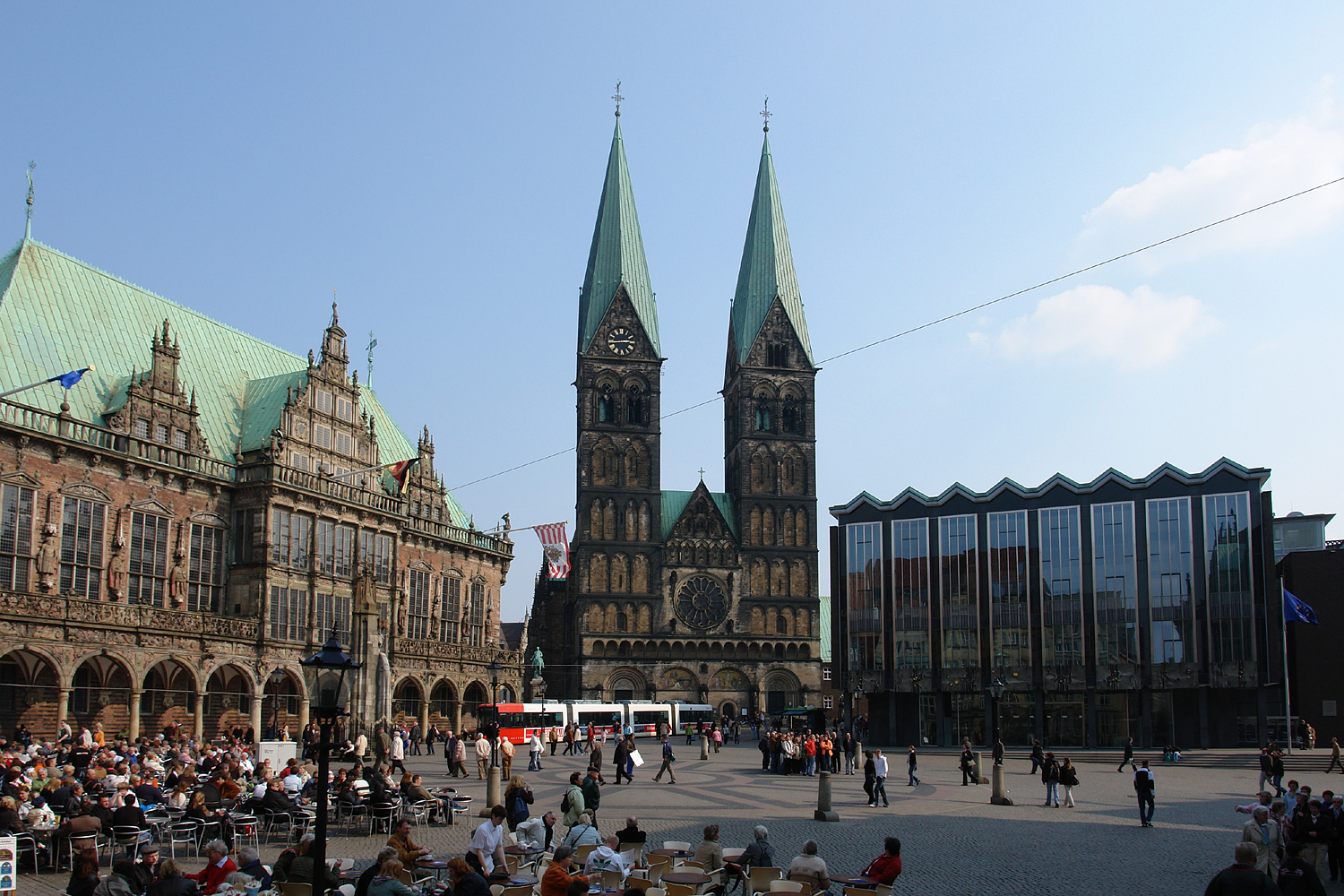
کلیسای جامع برمن
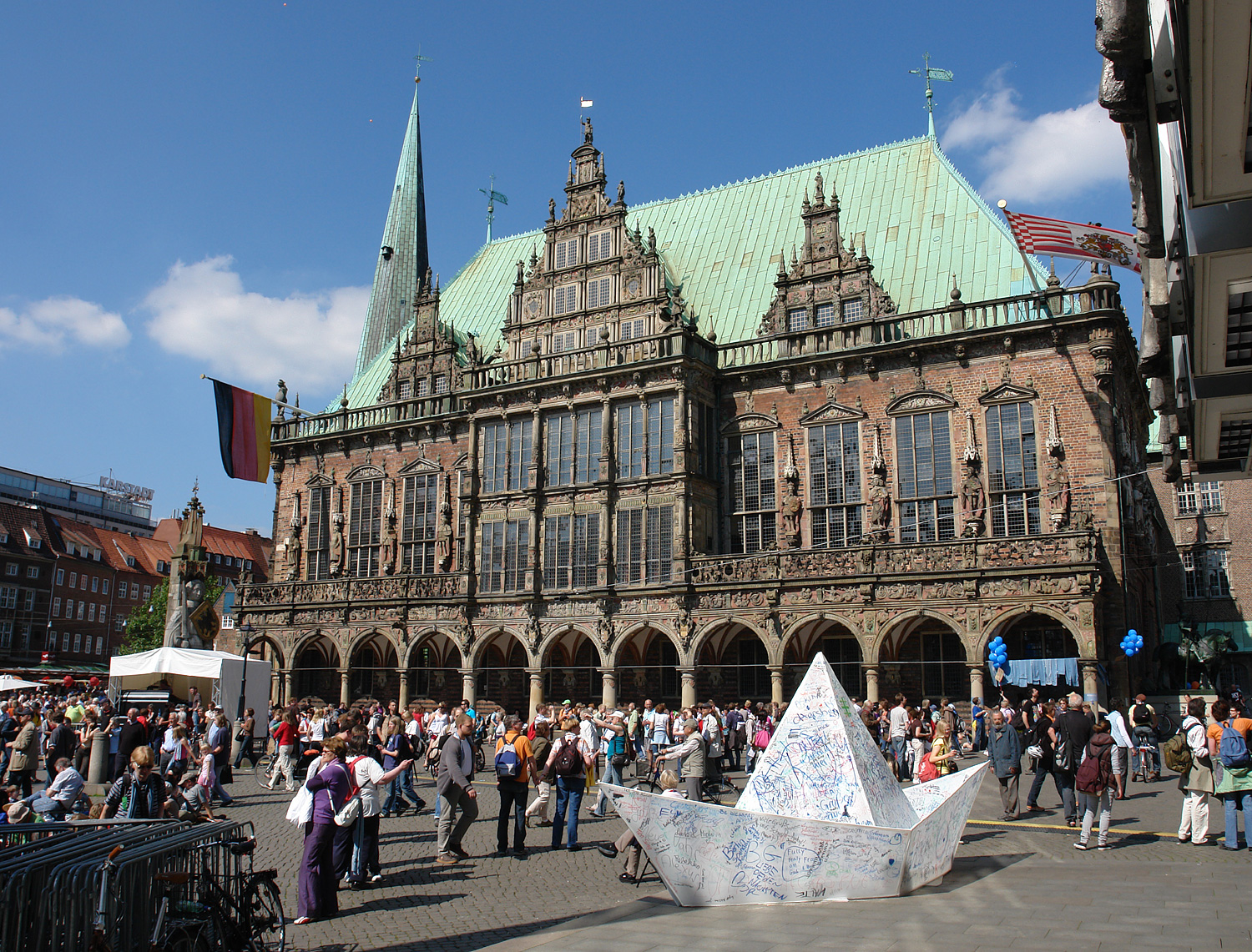
سالن شهر برمن
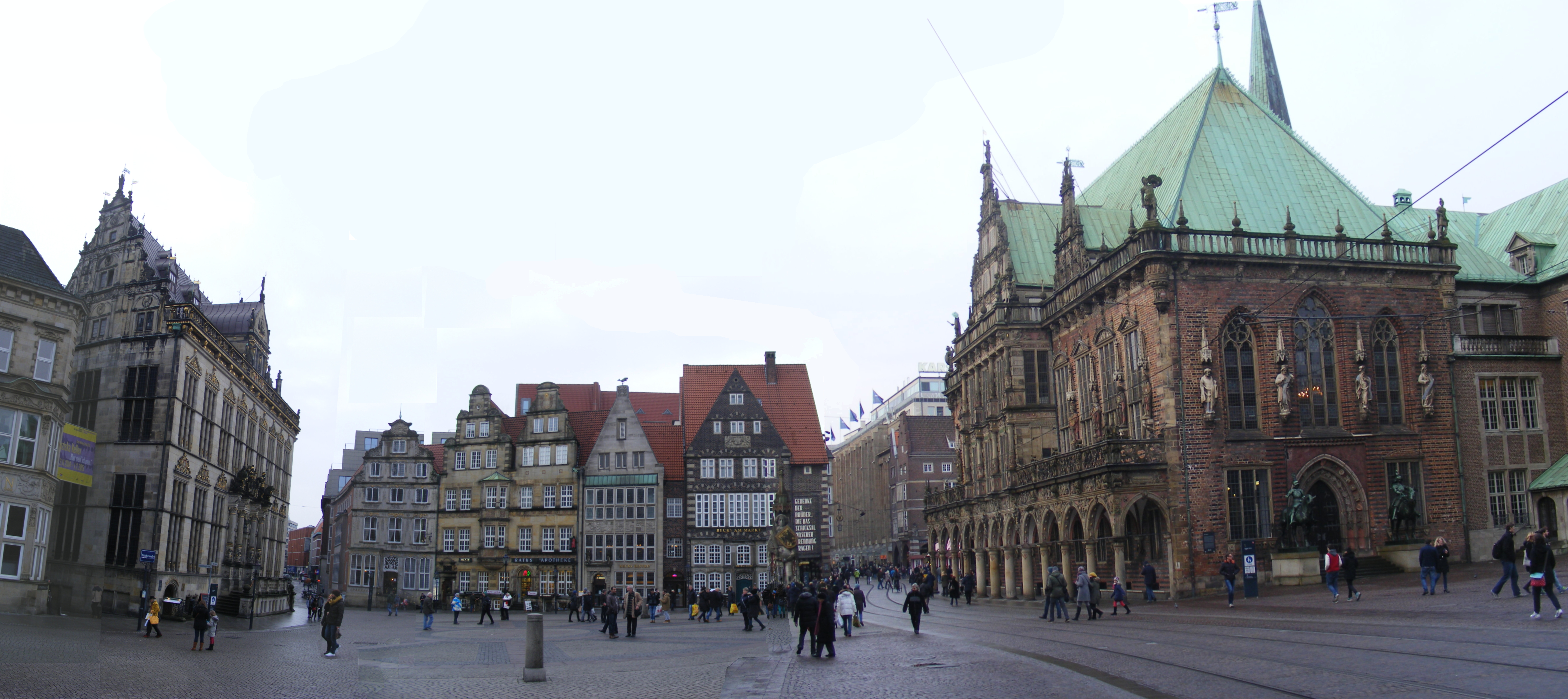
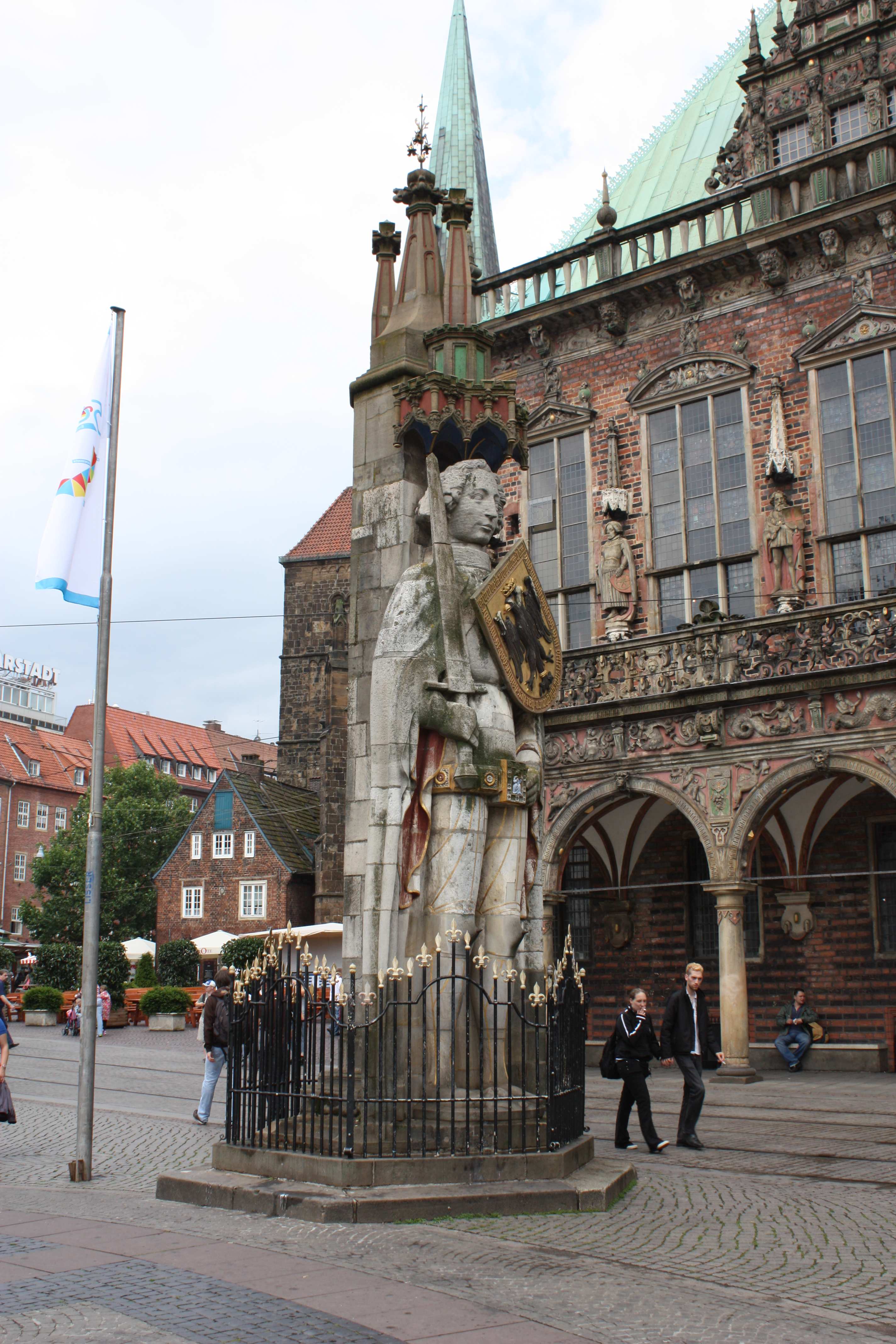
تندیس برمن رولاند